# Sanctuaire Saint-Christ-d'Esquipulas d'Alajuelita
Le sanctuaire Saint-Christ-d’Esquipulas est une église située à Alajuelita au Costa Rica, que l’Église catholique rattache à l’archidiocèse de San José. Le pape Pie X la désigne comme « sanctuaire national » le 15 janvier 1907, bien avant que le statut de sanctuaire national ne soit défini, et la Conférence épiscopale du Costa Rica l’accepte comme tel,.